# Трипольський Яків Володимирович
Яків Володимирович Трипольський (груз. იაკობ ტრიპოლსკი; нар. 13 січня 1919) — грузинський радянський актор. Народний артист Грузії (1966).

## Життєпис
Виступає на сцені Тбіліського театру ім. Марджанішвілі. Грав Сталіна у фільмах «Дума про Ковпака» (1975, 2-й фільм — «Хуртовина»), «Якщо ворог не здається» (1982) та «Битва за Москву» (1985, 4 с).